# 바흐탄그 블라기제
바흐탄그 게르마니스 제 블라기제(조지아어: ვახტანგ გერმანის ძე ბლაგიძე, 러시아어: Вахта́нг Ге́рманович Благидзе 바흐탄크 게르마노비치 블라기제[*], 1954년 7월 23일~)는 소련과 조지아의 레슬링 선수이다. 1980년 하계 올림픽 그레코로만형 플라이급에서 금메달을 획득했고 세계 선수권 대회에서 2회 우승했다.